# Генерал-резидент Кореи
Генера́л-резиде́нт Коре́и (кор. 통감 тхонгам, яп. 統監, ''то:кан'') — должность, существовавшая в Корее с 1905 по 1910 годы согласно Японо-корейскому договору о протекторате. С 1905 года в ведении генерал-резидента находилась внешняя политика Кореи, а после подписания в 1907 году Нового японо-корейского договора о сотрудничестве генерал-резидент стал фактическим правителем страны. После убийства Ито Хиробуми на Харбинском вокзале в японском правительстве возобладали сторонники аннексии Кореи, которая была осуществлена 29 августа 1910 года, после чего пост генерал-резидента был упразднён и заменён постом генерал-губернатора.

## История

### Предыстория
В XIX веке Корея была предметом имперских интересов трёх государств — Китая, традиционного сюзерена Кореи, России и Японии.
Однако в 1895 году Китай потерпел поражение в японо-китайской войне и вынужден был отказаться от своего права на сюзеренитет. После поражения России в русско-японской войне она признала Корейский полуостров зоной интересов Японии.
Таким образом, для японского правительства создалась благоприятная ситуация для экспансии в Корее. Встал вопрос о характере этой экспансии. Мнения разделились. Фракция «гражданских» во главе с умеренным политиком Ито Хиробуми выступала за то, чтобы установить над Кореей протекторат и постепенно усиливать там японское влияние, не осуществляя, в то же время, её формальной аннексии. Фракция «военных» во главе с маршалом Ямагатой Аритомо, презиравшим Корею и корейцев, стояла за как можно более быстрое присоединение Кореи к Японии. В ходе дебатов победила точка зрения «гражданской» фракции. В апреле 1905 года кабинет министров Японии принял решение о необходимости установления протектората над Кореей.

### Японо-корейский договор о протекторате

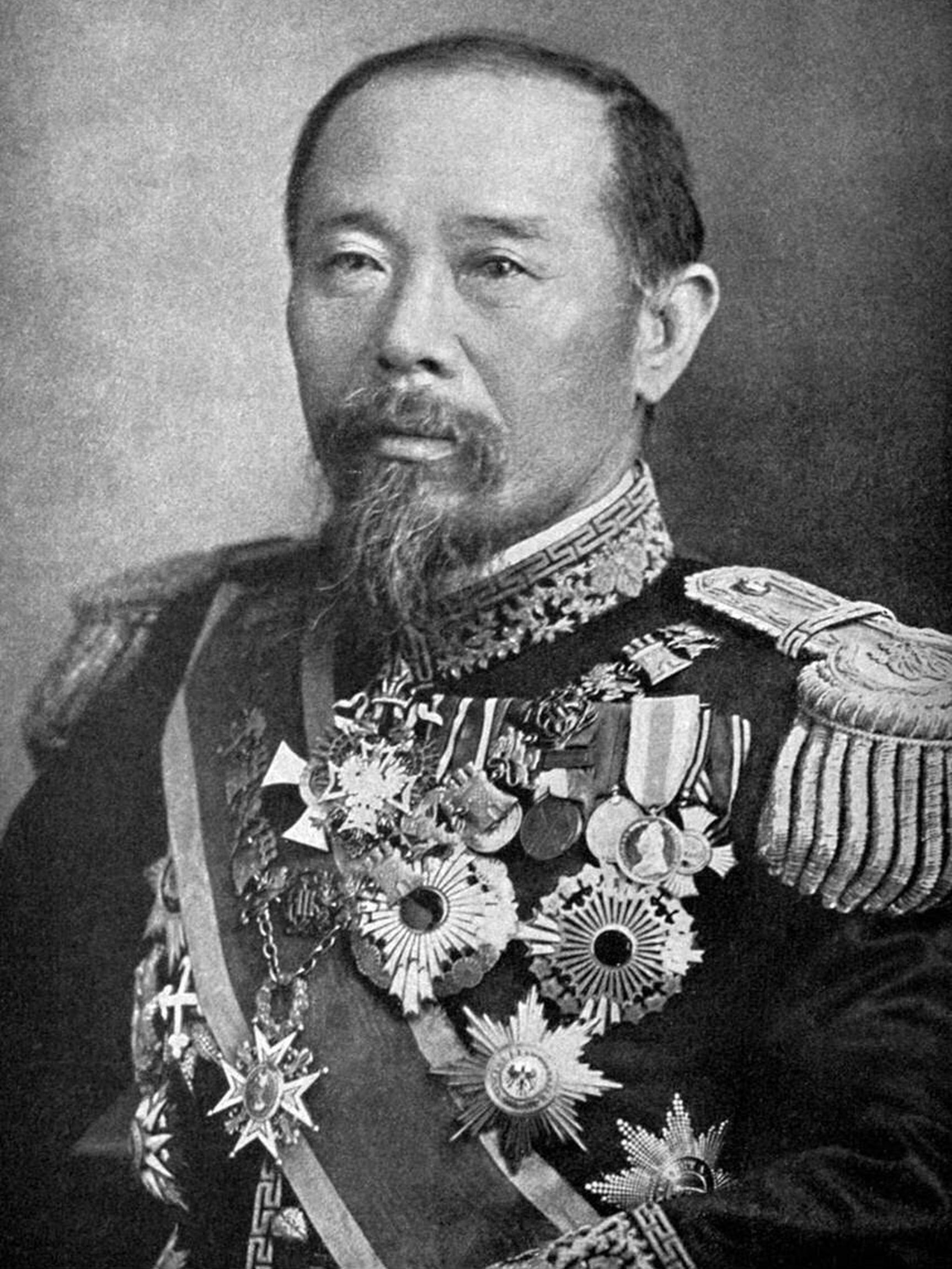
Князь Ито Хиробуми в мундире генерал-резидента Кореи. В должности с 3 марта 1906 по 14 июня 1909 года

Японское правительство поручило заключить договор о протекторате Ито Хиробуми. Хотя Ямагате было неприятно передавать дела в Корее в руки своего главного политического оппонента, он надеялся, что это ослабит влияние Ито во внутрияпонских вопросах.
15 ноября 1905 года Ито Хиробуми встретился с императором Кореи Коджоном и в жёсткой форме предложил ему подписать договор о протекторате. Коджон выразил желание посоветоваться с министрами и подданными. Ито согласился, что в этом вопросе необходима консультация с корейскими министрами, но, указав Коджону, что Корея является абсолютной монархией, сказал, что, по его мнению, в консультации с подданными нет необходимости. Испуганный Коджон согласился с его аргументами.
На следующий день Ито Хиробуми провёл совещание с корейскими министрами. Указав на слабость армии и неэффективность госаппарата в Корее, Ито заявил, что, по его мнению, установление в Корее японского протектората соответствует интересам Кореи. Он сказал, что незаинтересован в ликвидации корейского государства, и выразил надежду, что когда-нибудь Корея станет такой же развитой страной, как Япония.
Через день, 17 ноября, кабинет министров собрался для подписания договора. Для того, чтобы минимизировать возможное сопротивление со стороны корейцев, главный помощник Ито Хаяси Гонсукэ попросил командующего японскими войсками в Корее Хасэгаву Ёсимити окружить императорский дворец войсками. В начале заседания Ито попросил каждого министра высказать своё мнение о договоре. Премьер-министр Кореи Хан Гюсоль и два министра высказались против договора, в то время как остальные пять решили его поддержать. Хан в бешенстве встал из-за стола и пошёл к Коджону с тем, чтобы убедить монарха не подписывать договор ни под каким видом. Однако по пути он случайно зашёл на женскую половину дворца, что было грубейшим нарушением дворцового этикета. Хаяси немедленно воспользовался этим, чтобы удалить премьер-министра с переговоров. В его отсутствие пятеро министров подписали договор. При этом в него был внесён пункт, согласно которому Япония обязывалась заботиться о благосостоянии императорского дома Кореи. С японской стороны договор подписал Хаяси Гонсукэ. Источники расходятся в показаниях, подписал ли договор сам император. Тем не менее, он был заверен императорской печатью и признан мировым сообществом

#### Учреждение поста генерал-резидента

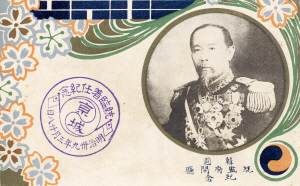
Корейская открытка, посвященная учреждению генерал-резидентства

Согласно Договору о протекторате, в Корее учреждался пост японского генерал-резидента. Ему передавались все полномочия на осуществление внешней политики Кореи; в связи с этим Министерство иностранных дел Кореи было распущено. Генерал-резидент также имел право выслать любого японца из Кореи, если тот нарушал общественный порядок; за 3 года из страны было выслано 107 японских подданных. Генерал-резидент подчинялся напрямую императору Японии. Первым генерал-резидентом был назначен Ито Хиробуми.
Ряд современников и историков писали, что пост генерал-резидента в Корее схож с постом британского генерального управляющего (англ. Controller-General) в Египте, а деятельность Ито на посту генерал-резидента сравнивалась с деятельностью первого генерального управляющего Ивлина Бэринга.

#### Реакция корейцев на договор

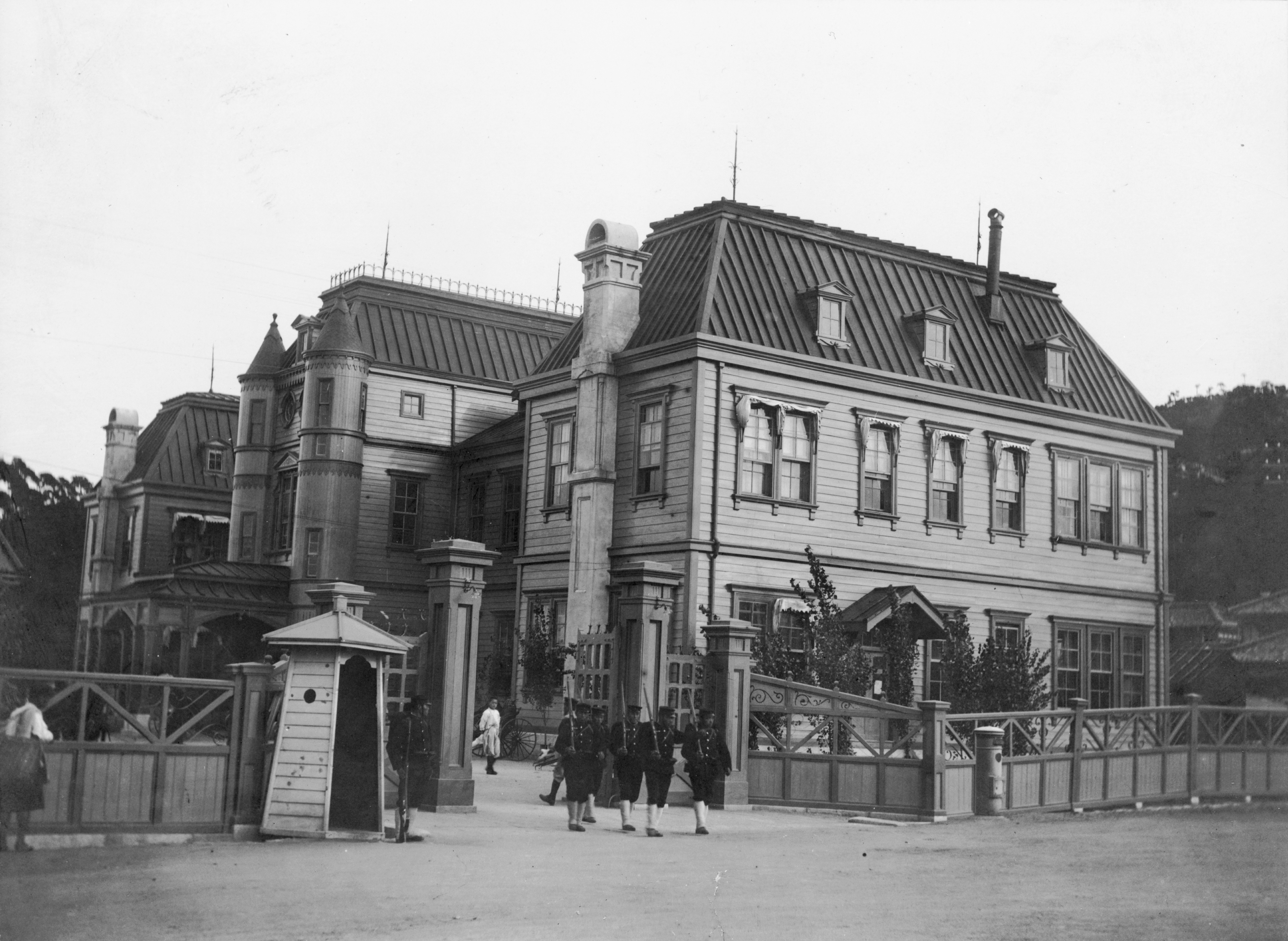
Дом генерал-резидента Кореи

Часть корейцев восприняла Договор положительно. Выразителем этой части корейского общества стало общество Ильджинхве, объединявшее прояпонски настроенных корейцев и спонсируемое японским политиком Утидой Рёхэем. С точки зрения Ильджинхве, установление японского протектората было шагом к реализации их мечты о новой, сильной Азии.
В то же время многие другие корейцы сочли договор ущемлением национального суверенитета. Так, двести офицеров и чиновников подали Коджону петицию с просьбой аннулировать договор, в Хансоне состоялось несколько антияпонских митингов, а некоторые торговцы закрыли свои магазины в знак протеста против заключения Договора. Некоторые чиновники покончили с собой в знак протеста, а ряд других ушёл в отставку.

### Генерал-резидентство в 1905—1907 годах
Как отмечает крупнейший специалист по японо-корейским отношениям начала XX века Питер Дуус, у Ито совершенно отсутствовало расистское отношение к корейцам, характерное для Ямагаты и Хасэгавы. Во время своего пребывания на посту генерал-резидента Ито пытался всячески подчёркивать своё уважительное отношение к корейцам, давая понять новому премьер-министру Пак Чесуну, что Япония не будет вмешиваться во внутренние дела Кореи. Он напоминал, что и Япония когда-то была такой отсталой страной, как Корея, но сумела совершить большой экономический рывок.
Для того, чтобы помочь Корее в развитии, Токио выделило ей 10 млн иен. Большая часть этих денег была потрачена на создание современной по стандартам тех лет инфраструктуры в Корее. Такая политика не встречала препятствий в 1906 году, но весной 1907 года в стране начало зарождаться антияпонское движение. Пак решил подать в отставку. Новым премьер-министром был назначен Ли Ванён, министр образования, в 1905 году подписавший Договор о протекторате

### Новый японо-корейский договор о сотрудничестве
В 1907 году император Коджон, не оставлявший надежд на независимость Кореи, послал трёх человек на Гаагскую конференцию о мире, чтобы попытаться представить Договор о протекторате как несправедливый и аннулировать его. С точки зрения японцев, этот поступок нарушал Договор о протекторате, так как, согласно ему, император Кореи не имел право на проведение собственной внешней политики.
После того как посланники прибыли в Гаагу и обратились к странам-участницам с просьбой вмешаться, руководство конференции решило запросить Сеул, действительно ли эти корейцы были посланы Коджоном. Однако телеграмма, адресованная императору, попала на стол к Ито Хиробуми. Генерал-резидент немедленно встретился с императором и гневно заявил ему, что «в столь подлой манере отрицать право Японии защищать Корею — это кратчайший путь к войне между Кореей и Японией». После разговора с генерал-резидентом слабовольный Коджон заявил, что никого не посылал. Ито информировал об этом конференцию, после чего посланникам Коджона отказались предоставлять слово.
После этого инцидента Ито связался с Токио. Общая позиция японского правительства выразилась в том, что необходимо заключить новый договор с Кореей, согласно которому генерал-резидент получит контроль и над внутренней политикой Кореи. Ямагата Аритомо и министр армии Тэраути Масатакэ высказались за принуждение Коджона к отречению, а последний — и за немедленную аннексию Кореи. Однако кабинет посчитал, что императора следует принуждать к отречению только в качестве крайней меры.
В данном случае, однако, Ито был склонен согласиться с военными. 18 июля 1907 года, находясь под давлением японцев и Ли Ванёна, Коджон был вынужден отречься от престола в пользу своего сына Сунджона.
Через шесть дней, 24 июля, Ито Хиробуми и Ли Ванён подписали договор, получивший название «Новый японо-корейский договор о сотрудничестве». Наряду с прочим, в секретном меморандуме, прилагавшимся к договору, присутствовал пункт о роспуске корейской армии.

#### Изменение полномочий генерал-резидента в соответствии с договором
Договор значительно расширял права генерал-резидента и сокращал суверенитет Кореи.
Согласно ему, все законы в Корее вступали в силу только после утверждения генерал-резидентом. Генерал-резидент также мог назначать любых людей на посты, связанные с японо-корейскими отношениями, накладывать вето на назначения иностранцев на государственную службу, а также утверждать или отклонять назначения старших офицеров.
К договору также прилагался неопубликованный дипломатический меморандум, согласно которому значительная часть корейского чиновничества в судах и тюрьмах должна была назначаться из японских подданных.
После заключения договора аппарат генерал-резидента был значительно расширен и была учреждена должность его заместителя.

### Генерал-резидентство в 1907—1909 годах

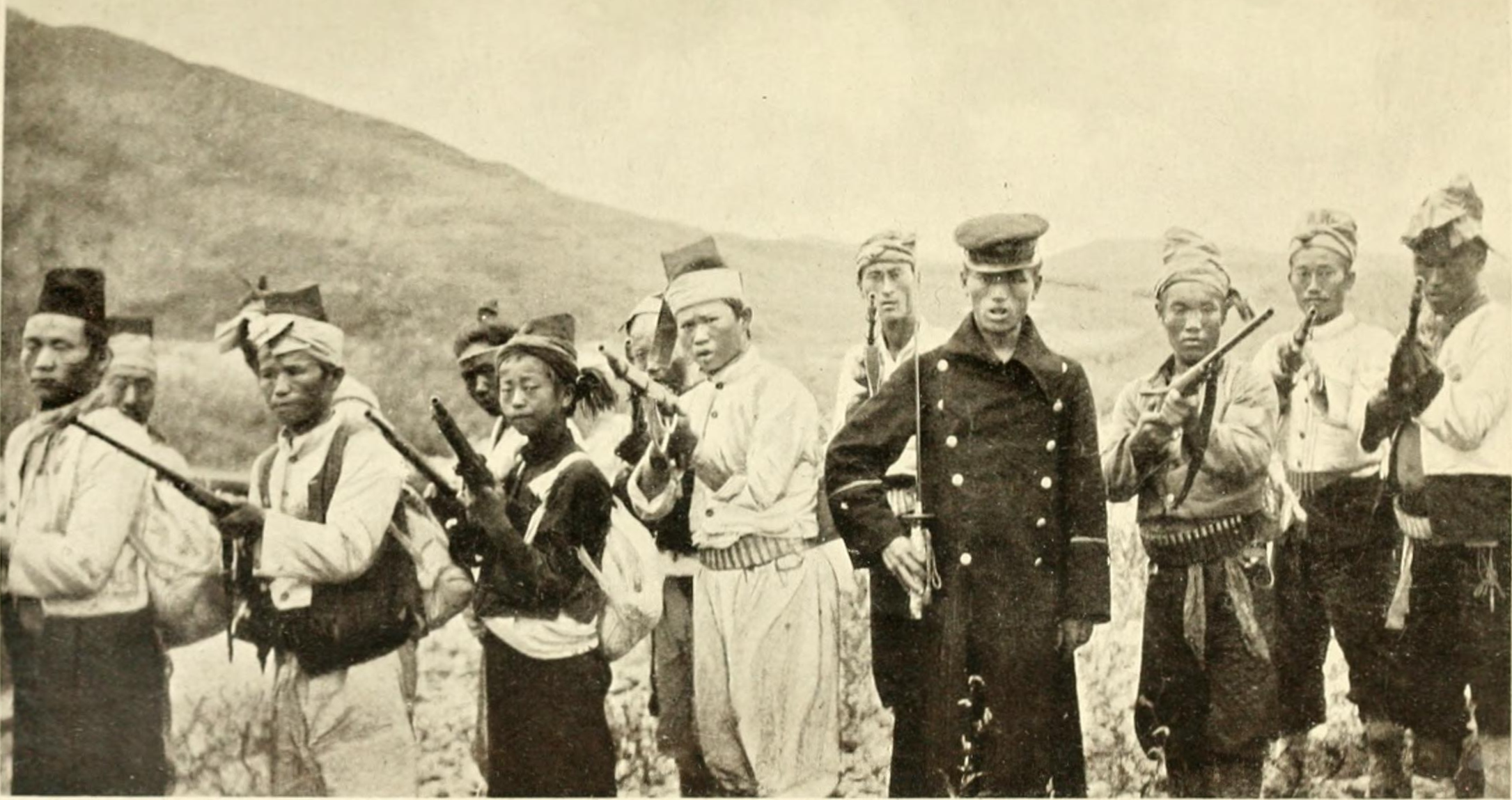
Бойцы антияпонской «Армии справедливости»

Новый договор был в целом воспринят корейским обществом весьма негативно. Особенное возмущение у корейских военных вызвал договор о роспуске армии. По всей стране военные стали способствовать формированию партизанского движения, направленного на свержение кабинета Ли Ванёна и полное восстановление суверенитета Кореи.
Первоначально Ито рассчитывал, что с восстанием удастся быстро справиться, однако оно принимало всё больший оборот. После неоднократных обращений командующего японскими войсками Хасэгавы Ито запросил Токио о посылке в Корею контингента японских войск, которым удалось в значительной степени справиться с восстанием.
Японская армия действовала жёстко: по словам Ито Хиробуми, были случаи, когда военные сжигали целую деревню из-за того, что её несколько жителей участвовали в восстании. Узнав об этом, генерал-резидент издал указ, в котором он приказывал военным не применять столь жестокие меры к повстанцам.
Тем временем радикально настроенные депутаты японского парламента стали подвергать Ито жёсткой критике за его нерешительность в отношении Кореи, заявляя, что его политика наносит ущерб престижу страны.
Находясь под давлением оппозиции, Ито решил подать в отставку. На «прощальной» пресс-конференции он высказал своё разочарование в ситуации в Корее, особенно в том, что корейцы не стали сотрудничать с Японией Новым генерал-резидентом стал бывший заместитель Ито Сонэ Арасукэ.

### Меморандум о корейской юстиции и поручении генерал-резиденту делопроизводства

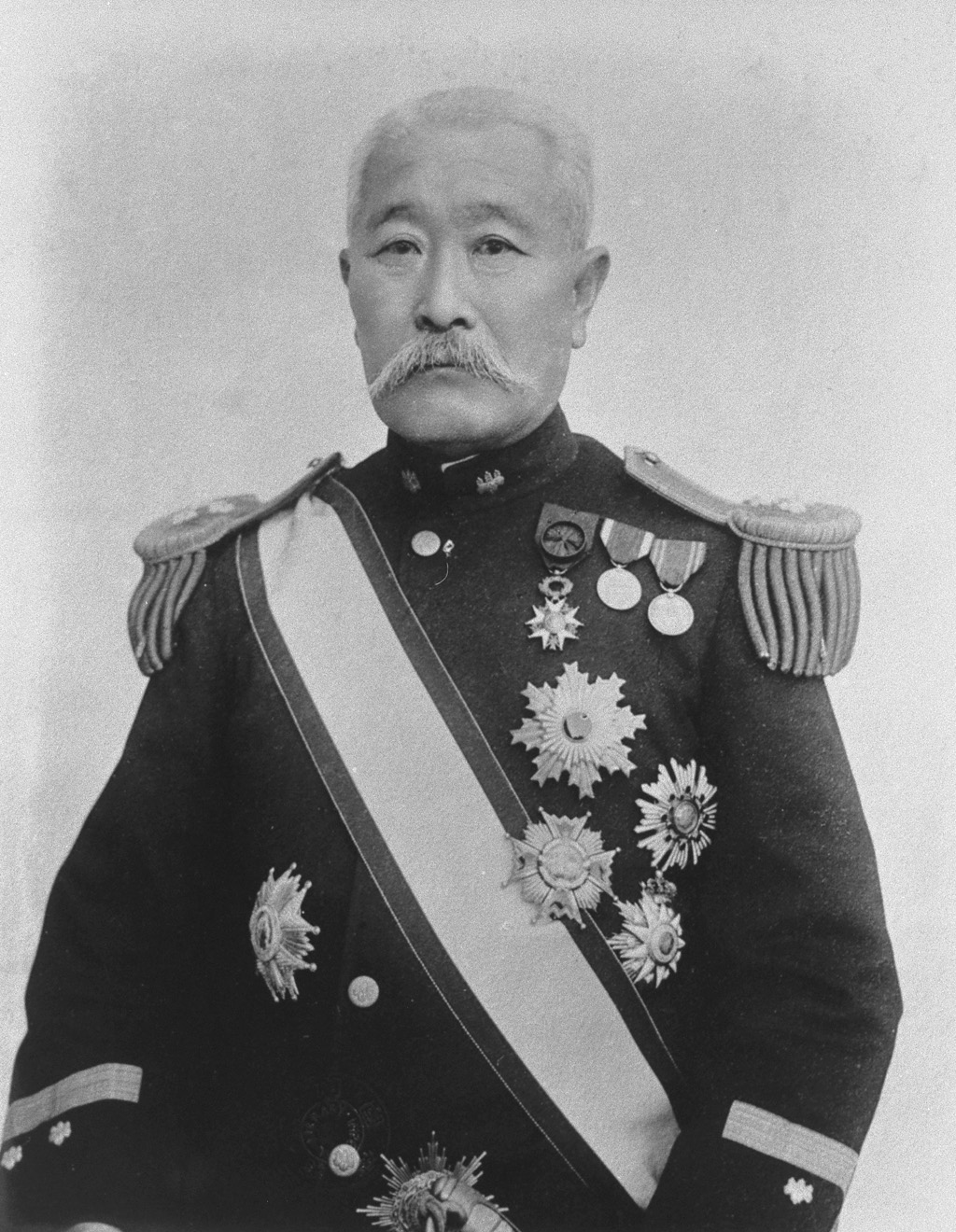
Барон Сонэ Арасукэ, генерал-резидент с 14 июня 1909 по 30 мая 1910 года

Во время пребывания на посту генерал-резидента Сонэ Арасукэ подписал с Ли Ванёном Меморандум о корейской юстиции и поручении генерал-резиденту делопроизводства, согласно которому к Японии переходила судебная власть в Корее и право распоряжения корейскими тюрьмами.
Во время резидентства Сонэ Утида Рёхэй, сотрудник генерал-резидентства, выступавший за аннексию Кореи, провёл переговоры с лидерами Ильджинхве, после которых общество выступило с петицией к Сонэ, Сунджону и Ли Ванёну, содержавшей просьбу о присоединении Кореи к Японии. Петиция вызвала возмущение у других политических обществ Кореи, после чего Сонэ издал обращение к корейцам, в котором заявлял, что Япония не будет аннексировать Корею.

### Убийство Ито Хиробуми
26 октября 1909 года во время встречи с российским министром финансов В. Н. Коковцовым Ито Хиробуми был убит корейским националистом Ан Чунгыном. Хотя Ан рассчитывал, что это убийство принесёт Корее независимость, его поступок возымел прямо противоположный эффект. После устранения главного политического противника Ямагаты Аритомо последний мог без проблем осуществлять свои планы по аннексии Кореи. Более того, у него появился и дополнительный аргумент: корейцы повели себя «неблагодарно» по отношению к умеренному Ито, поэтому в обращении с ними нужна «твёрдая рука»

### Аннексия Кореи

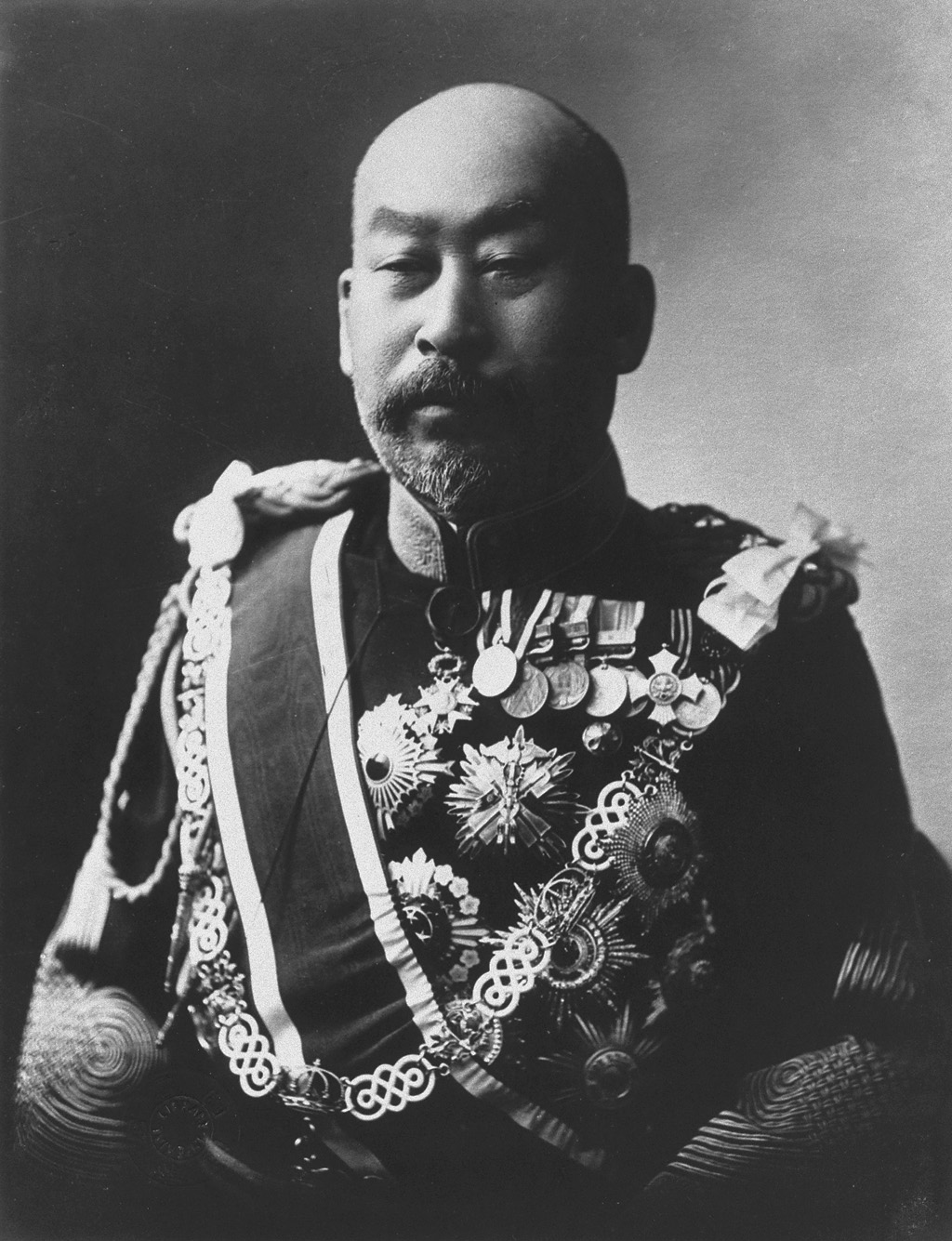
Граф Тэраути Масатакэ, генерал-резидент с 30 мая по 29 августа 1910 года

30 мая 1910 года на пост генерал-резидента был назначен Тэраути Масатакэ — один из наиболее близких к Ямагате политиков. При назначении Тэраути получил указание аннексировать Корею.
Тэраути издал указ о роспуске Ильджинхве, одновременно выделив членам общества 50 тысяч иен (рядовые члены получали по 10 иен на человека, а высшее руководство — по 5000). Все протесты руководства общества против роспуска были отклонены генерал-резидентом.
22 августа 1910 года в секретной обстановке Ли Ванён, получивший соответствующие полномочия от императора, и Тэраути Масатакэ подписали Договор о присоединении Кореи к Японии. Через неделю, 29 августа, он был опубликован и вступил в силу. Корея окончательно утратила суверенитет и стала японской колонией. Пост генерал-резидента был упразднён и заменён постом генерал-губернатора. Первым генерал-губернатором стал Тэраути Масатакэ.

## Аппарат генерал-резидента
При генерал-резиденте существовал административный аппарат, созданный в 1906 году после заключения Договора о протекторате. Помимо чиновников, в генерал-резидентстве работали и советники.

### 1906 год
Ниже приведена схема устройства аппарата генерал-резидента по состоянию на 1906 год.
- Секретарь (яп. 祕書官)
- Департамент общих дел (яп. 總務部)
  - Секретариат (яп. 祕書課)
  - Отдел общих дел (яп. 庶務課)
  - Отдел внешних сношений (яп. 外事課)
  - Отдел внутренних дел (яп. 內事課)
  - Юридический отдел (яп. 法制課)
  - Бухгалтерский отдел (яп. 會計課)
  - Отдел общественных работ и железных дорог　(яп. 土木ト鐵道課)
- Департамент земледелия, торговли, промышленности и государственной службы (яп. 農商工務部)
  - Отдел торговли и промышленности (яп. 商工課)
  - Отдел по вопросам труда(яп. 勞務課)
  - Отдел по вопросам добычи полезных ископаемых (яп. 鑛務課)
  - Отдел рыболовства (яп. 水産課)
  - Отдел горного и лесного хозяйства (яп. 山林課)
- Департамент полиции (яп. 警務部)
  - Отдел высшей полиции (яп. 高等警務課)
  - Отдел полиции (яп. 保安課)
  - Отдел охраны общественного порядка (яп. 保安課)
  - Отдел санитарии (яп. 衞生課)

### 1907 год
В 1907 году, после подписания Нового договора о сотрудничестве, аппарат был значительно расширен. Ниже приведена схема.
- Управление внутренних дел (яп. 內部部局)
  - Департамент общих дел (яп. 總務部)
    - Секретариат (яп. 祕書課)
    - Отдел кадров (яп. 人事課)
    - Архивный отдел (яп. 文書課)
    - Бухгалтерский отдел (яп. 會計課)
    - Региональный отдел (яп. 地方課)

  - Департамент земледелия, торговли, промышленности и государственной службы (яп. 農商工務部)
    - Отдел торговли и промышленности (яп. 商工課)
    - Отдел сельского и лесного хозяйства (яп. 農林課)
    - Отдел рыболовства (яп. 水産課)
    - Отдел по вопросам добычи полезных ископаемых (яп. 鑛務課)

  - Департамент полиции (яп. 警務部)
    - Отдел полиции (яп. 保安課)
    - Отдел охраны общественного порядка (яп. 保安課)
    - Отдел санитарии (яп. 衞生課)

  - Департамент иностранных дел (яп. 外務部)
    - Корейский отдел (яп. 韓國課)
    - Иностранный отдел (яп. 外國課)

  - Собрание по рассмотрению законодательства (яп. 法制審査會)
- Региональные отделения (яп. 地方機關)
  - Кёнсонское (яп. 京城理事廳)
  - Инчхонское (яп. 仁川理事廳)
  - Пусанское (яп. 釜山理事廳)
  - Вонсанское (яп. 元山理事廳)
  - Чиннампхоское (яп. 鎭南浦理事廳)
  - Мокпхоское (яп. 木浦理事廳)
  - Масанское (яп. 馬山理事廳)
- Подчинённые структуры
  - Управление по делам связи коммуникаций (яп. 通信官署)
  - Управление железных дорог (яп. 鐵道管理局)
  - Юридическое управление (яп. 法務院)
  - Департамент фининспекции (яп. 財政監査廳)
  - Обсерватория (яп. 觀測所)